# Star Trek: Enterprise
Star Trek: Enterprise (numit și 'Enterprise' în primele două sezoane), este un serial TV science fiction, ce se desfășoară în universul Star Trek, creat de Gene Roddenberry.
Serialul urmărește aventurile navei stelare Enterprise, prima navă pământeană capabilă să atingă viteza de warp 5, cu 10 ani înainte de formarea Federației Unite a Planetelor, prezentată în seriile Star Trek anterioare.
Enterprise a avut premiera pe 26 septembrie 2001. Acțiunea episodului pilot, „Broken Bow”, are loc în anul 2151, la jumătatea perioadei între evenimentele filmului Star Trek: Primul contact și cele ale seriei originale. Datorită audiențelor mici, UPN a anulat serialul pe 2 februarie 2005, dar a permis producătorilor să ducă la capăt sezonul patru. Ultimul episod a fost difuzat pe 13 mai 2005. După patru sezoane și 98 de episoade, Enterprise a fost prima serie Star Trek, după cea originală, care a fost anulată de compania producătoare, în loc să fie finalizată de creatorii săi. De asemenea, este și ultimul serial din cei 18 ani în care noi serii Star Trek au rulat una după alta pe micile ecrane, începând cu Star Trek: Generația următoare în 1987.

## Producția
În luna mai a anului 2000, Rick Berman, producător executiv al serialului Star Trek: Voyager, a dezvăluit că un nou serial urma să aibă premiera după încheierea seriei Voyager. Nu au mai existat vești pentru câteva luni, timp în care Berman și Brannon Braga au lucrat la dezvoltarea noului serial încă neintitulat, și cunoscut doar ca „seria V”, până în februarie 2001, când Paramount a semnat un contract cu Herman Zimmerman și John Eaves pentru producția noii serii. Peste o lună, s-a semnat contractul cu proiectantul artistic Michael Okuda, un alt veteran al francizei. Michael Westmore, designer de machiaj pentru serialele Star Trek începând cu Star Trek: Generația următoare (TNG), a fost și el anunțat ca făcând parte din echipa seriei V la sfârșitul lui aprilie. Veteranul Marvin V. Rush s-a întors și el ca director de imagine, după ce a lucrat pentru diverse seriale Star Trek încă din sezonul trei al TNG. De efectele vizuale s-a ocupat Ronald B. Moore, care lucrase în prealabil pentru TNG și Voyager.
Totuși, vestea cea mare nu a venit până pe 11 mai 2001. Titlul seriei V a fost dezvăluit a fi Enterprise, avându-l pe Scott Bakula, cunoscut din celebrul serial Capcana timpului, în rolul căpitanului Jeffery Archer, nume ce a fost repede schimbat în Jonathan Archer, la cererea fanilor. Patru zile mai târziu, restul distribuției principale a fost anunțată, deși numele personajelor nu au fost divulgate până a doua zi. Berman a oferit următoarea explicație pentru decizia de a exclude cuvintele „Star Trek” din titlul serialului:
„Dacă stăm să ne gândim, de la Generația următoare încoace, am avut atât de multe produse Star Trek cu titlul „Star Trek-două puncte”-ceva [...] Pentru că am dorit să creăm un serial cu totul diferit, am considerat că ar fi distractiv să nu avem un titlu din două părți ca până acum. Și cred că, dacă există vreun cuvânt care să exprime ideea de Star Trek fără a folosi expresia în sine, acela e cuvântul "Enterprise".”
"Sunteți cu toții martorii unui serial care garantează pe loc atenția, recunoașterea, anticiparea și, cel mai important, succesul [...] Star Trek este cea mai populară franciză științifico-fantastică din lume. - Tom Nunan
Filmările pentru episodul pilot, „Broken Bow”, au început pe 14 mai 2001, la studiourile Paramount. Trei zile mai târziu, Tom Nunan, producător de divertisment al postului UPN, a ținut a conferință de presă în care a făcut anunțul oficial privind începerea noului serial Enterprise.
Primul episod al serialului, „Broken Bow”, a fost difuzat pe 26 septembrie 2001, pe canalul de televiziune UPN, având o audiență estimată de 12,54 milioane de telespectatori.[]

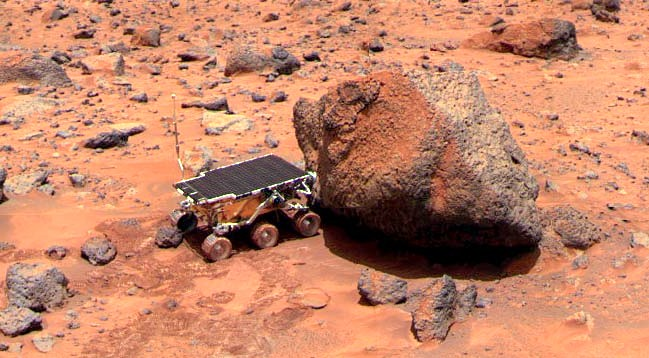
Mars Sojourner apare pe genericul serialului Star Trek: Enterprise

De-a lungul difuzării sale, Star Trek: Enterprise a marcat mai multe premiere pentru producția de televiziune a francizei Star Trek. Enterprise a fost prima serie produsă în modul widescreen, prima difuzată în rezoluție înaltă, începând cu 15 octombrie 2003, la mijlocul celui de-al treilea sezon,  prima filmată în modul digital video (sezonul 4), și prima producție de televiziune sau lung metraj științifico-fantastică ce a folosit imagini filmate pe altă planetă (vehiculul de teren Sojourner apropiindu-se de Stânca Yogi, surprins de modulul  de aterizare Mars Pathfinder și folosit în cadrul genericului).
Mai multe episoade ale seriei Enterprise au fost regizate de actori ai seriilor Star Trek anterioare:
- LeVar Burton, vedetă a serialului Star Trek: Generația următoare, a regizat nouă episoade
- Michael Dorn, vedetă a serialelor TNG și Star Trek: Deep Space Nine, a regizat un episod
- Roxann Dawson, vedetă a serialului Star Trek: Voyager, a regizat zece episoade
- Robert Duncan McNeill, vedetă a serialului Star Trek: Voyager, a regizat patru episoade

## Distribuția
Enterprise este singura serie Star Trek care nu a suferit schimbări în ceea ce privește actorii principali.
| Personaje principale | |                            |                                                                                           |               |            |                                                        |
| Actor                | Personaj | Funcție                    | Afiliere                                                                                  | Apariții      | Specie     | Rang                                                   |
| Scott Bakula         | Jonathan Archer | Ofițer comandant           | Flota Stelară                                                                             | Sezoanele 1–4 | Om         | Căpitan                                                |
| Scott Bakula         | Căpitanul primei nave stelare pământene capabilă să atingă viteza de warp 5, numită Enterprise. Datorită faptului că motorul acestei nave este proiectat chiar de tatăl său, Archer are o puternică legătură personală cu nava sa. Archer este copleșit de însemnătatea misiunii sale, mai ales atunci când trebuie să lupte împotriva speciei Xindi, pentru a salva planeta Pământ de la anihilare. El joacă un rol decisiv în formarea Federației, devenind chiar primul președinte al acestei organizații legendare. |                            |                                                                                           |               |            |                                                        |
| Jolene Blalock       | T'Pol | Secund                     | Înaltul Comandament Vulcanian (Sezoanele 1-2) Civil (Sezonul 3) Flota Stelară (sezonul 4) | Sezoanele 1–4 | Vulcaniană | Subcomandant (Sezoanele 1–2) Comandant (Sezoanele 3-4) |
| Jolene Blalock       | Ofțiter științific și secund pe nava Enterprise, trimisă inițial de Înaltul Comandament Vulcanian pentru a-i supraveghea pe oameni. Ea devine foarte loială lui Archer, părăsindu-și poziția în Înaltul Comandament pentru a-l însoți în misiunea de căutare a speciei Xindi. Mai târziu, ea se înrolează chiar în Flota Stelară. În ultimele sezoane, ea începe o relație romantică cu Trip. De asemenea, ADN-ul ei și al lui Trip este furat și folosit la crearea primului hibrid uman/vulcanian, care însă a murit în urma unor complicații. |                            |                                                                                           |               |            |                                                        |
| Connor Trinneer      | Charles "Trip" Tucker III | Inginer șef                | Flota Stelară                                                                             | Sezoanele 1–4 | Om         | Comandant                                              |
| Connor Trinneer      | Trip este inginerul șef al navei Enterprise, și vechi prieten al căpitanului Archer. La început se remarcă prin atitudinea sa relaxată și jovială, dar, pe măsură ce capătă experiență, el devine mai serios, în special după ce își pierde sora în urma atacului Xindi. În ultimele sezoane, Trip formează o relație amoroasă cu T'Pol. ADN-ul său a fost furat împreună cu al lui T'Pol, pentru a crea primul hibrid uman/vulcanian. În ultimul episod al seriei, al cărui acțiune se petrece la 10 ani în viitor, Trip moare în timp ce salvează nava de la distrugere.                                                                                               |                            |                                                                                           |               |            |                                                        |
| Dominic Keating      | Malcolm Reed | Ofițer tactic / securitate | Flota Stelară                                                                             | Sezoanele 1–4 | Om         | Locotenent                                             |
| Dominic Keating      | Reed este ofițerul tactic al navei Enterprise, fiind, de asemenea, responsabil cu securitatea. El provine dintr-un lung șir de ofițeri ai Marinei Regale britanice, dar s-a înrolat în Flota Stelară datorită fricii sale de moartea prin înecare. Reed este chinuit de multiple alergii și are o personalitate taciturnă, așa încât propriile sale rude au fost incapabile să spună care era mâncarea lui preferată (ananasul) atunci când au fost întrebate. Pe lângă cariera sa de ofițer al Flotei Stelare, Reed a mai lucrat și pentru Secțiunea 31, serviciul de securitate al Flotei.                                                                             |                            |                                                                                           |               |            |                                                        |
| Linda Park           | Hoshi Sato | Ofițer comunicații         | Flota Stelară                                                                             | Sezoanele 1–4 | Om         | Sublocotenent                                          |
| Linda Park           | Sato este ofițerul de comunicații al navei și un geniu în lingvistică. Capabilă să învețe limbi extraterestre extrem de repede, Hoshi servește drept interpret între echipajul navei Enterprise și noile specii extraterestre pe care la întâlnesc, chiar și după introducerea Translatorului Universal. La început, prezența ei pe navă îi provoacă anxietate, dar frecventele întâlniri cu situații periculoase o călesc și o fac să conștientizeze valoarea ei ca membru al echipajului. |                            |                                                                                           |               |            |                                                        |
| Anthony Montgomery   | Travis Mayweather | Navigator                  | Flota Stelară                                                                             | Sezoanele 1–4 | Om         | Sublocotenent                                          |
| Anthony Montgomery   | Un „copil al spațiului”, navigatorul Travis Mayweather este unic pe nava Enterprise deoarece este născut în spațiu. Fiul unui căpitan de cargobot, Travis cunoaște multe specii extraterestre și locațiile pe care comercianții pământeni le frecventează. Pe măsură ce Enterprise se îndepărtează de Pământ, cunoștințele sale în această privință își pierd importanța, dar competența sa ca navigator este apreciată constant, el fiind ales ca pilot pentru multe misiuni. |                            |                                                                                           |               |            |                                                        |
| John Billingsley     | Dr. Phlox | Ofițer medical principal   | Schimb de experiență                                                                      | Sezoanele 1–4 | Denobulan  | Ofițer medical principal                               |
| John Billingsley     | Un membru Denobulan al Programului de Schimburi Medicale între Specii, Phlox este chemat la bordul navei Enterprise pentru a-l îngriji pe pasagerul lor Klingonian. Apoi, el se oferă să rămână, savurând experiența de a fi alături de oameni atunci când aceștia fac primii pași în explorarea spațiului îndepărtat. Dr. Phlox este un extraterestru cu o bună dispoziție debordantă. El folosește o mulțime de animale și leacuri naturiste în meseria sa, bazându-se mai puțin pe tehnologie. Phlox a descoperit și o metodă de a eradica nanosondele Borg, dar, pentru că este fatală oamenilor și aproape fatală pentru denobulani, aceasta nu este de mare folos. |                            |                                                                                           |               |            |                                                        |